# Цитостом

Морфология инфузории. Цитостом обозначен цифрой 7

Цитостом (др.-греч. κύτος «вместилище» и στόμα «рот»; син. рот клеточный) — участок клетки у некоторых простейших, где происходит заглатывание пищи с образованием пищеварительной вакуоли.

## Цитостом инфузорий
Большинство инфузорий имеют цитостом — специально предназначенный для эндоцитоза участок поверхности тела, лишённый ресничек, инфрацилиатуры и альвеол. У представителей некоторых групп цитостом расположен спереди, но у большинства инфузорий он в той или иной степени смещён назад. В самых простых случаях цитостом лежит непосредственно над цитофаринксом, который представляет собой расположенный в цитоплазме цилиндр из микротрубочек. Пища фагоцитируется клеткой через цитостом. Сформировавшаяся в цитофаринксе пищеварительная вакуоль отделяется от него и поступает внутрь клетки.
Ротовой аппарат может включать только цитостом и цитофаринкс, но у большинства инфузорий перед цитостомом располагается особая преоральная камера, которая участвует в захвате пищи и «подготовке» её к последующему фагоцитированию.